# Juan Fernando de Mendoza
Juan Fernando de Mendoza (Barcelona, 1944 - Madrid, 2002) fou un arquitecte català.
El 1967, juntament amb el també arquitecte Jos Galán crea el despatx L35 (dit així per la seva primera ubicació a la Plaça Letamendi de Barcelona) que desenvoluparà nombrosos projectes en diferents ciutats espanyoles. Un dels primers va ser el barri de la Mina de Barcelona (1970- 1972), un projecte d'habitatges promogut per l'Administració per a erradicar el barraquisme. A partir del projecte d'un centre comercial a començaments dels anys vuitanta, s'especialitza en aquest tipus d'arquitectura creant centres com Centre Comercial Les Glòries o La Maquinista de Barcelona. Els seus dissenys es relacionen amb l'arquitectura i entre ells cal destacar el cendrer Surco (1982), realitzat amb la col·laboració de Maite Oriol.